# Arturo Arias
Arturo Arias Suárez (Nueva Imperial, 10 de agosto de 1923 - Santiago, 12 de marzo de 2001) fue ingeniero y científico chileno, que destacó por sus contribuciones en ingeniería sísmica y por la formulación del parámetro cuantitativo de intensidad sísmica, denominado en su honor, Intensidad de Arias.

## Carrera
Egresó como ingeniero civil de la Facultad de Ciencias Físicas y Matemáticas de la Universidad de Chile en 1948, tras publicar su memoria de título denominada “Oscilaciones de un estanque elevado”. Durante años trabajo como profesor e investigador, iniciándose en el año 1946 como ayudante de cursos de cálculo vectorial y mecánica racional.
En 1952 propuso bases teóricas para la aplicación de la teoría general de vibraciones en el cálculo estructural sísmico, para estructuras de varios grados de libertad.
En 1954 Arias se transformó en director del primer laboratorio de física nuclear de Chile, construido alrededor de un multiplicador Cockcroft–Walton, un acelerador de partículas ionizadas.
En 1959, fue uno de los fundadores del Instituto de Matemáticas y Físicas, que daría vida al actual Departamento de Física de la Facultad de Ciencias Físicas y Matemáticas, y donde fue académico por más de 50 años. Además, fue director del Instituto de Investigaciones y Ensayos de Materiales (IDIEM) entre 1958 y 1965, periodo en el cual desarrolló los laboratorios de metales y la radiografía industrial. Potenció la revista creada por el IDIEM a través de la cual se realizaron diversas publicaciones científicas que le valieron un reconocimiento por la Unesco.
Fue reconocido mundialmente en el ámbito de la sismología por concebir la Intensidad Sísmica Instrumental, también llamada intensidad de Arias (IA), dada a conocer por primera vez en 1970 por el Massachusetts Institute of Technology Press. En la actualidad, su principal aporte, es considerado la "medida instrumental de mayor confiabilidad a la fecha" que es "usada como un parámetro de referencia". Este parámetro fue el resultado de mejorar una fórmula de intensidad sísmica previa, propuesta en 1952 por George Housner, mediante la aplicación por parte de Arias del teorema de Parseval. De manera que la Intensidad de Aria queda expresada por la fórmula:
{\displaystyle I_{A}={\frac {\pi }{2g}}\int _{0}^{T_{d}}a(t)^{2}dt} (m/s)
Gracias a sus investigaciones, se establecieron las normas de seguridad sísmicas en Chile NCH433 Of.72, probadas con éxito durante el terremoto de Santiago de 1985, y la NCH433 Of.96, establecida en 1996.
Arias trabajó como profesor visitante del MIT en 1969, donde enseñó ingeniería sísmica. Tras el golpe militar de 1973, emigró a México por razones "involuntarias". Allí enseñó e investigó en el Instituto de Ingeniería de la Universidad Nacional Autónoma de México entre 1976 y 1983. Tras esto retornó a la Universidad de Chile, para luego pasar alternativamente periodos en ambos países, para finalmente fallecer en Chile en 2001.

## Premios y reconocimientos
- 1967: Premio Ramón Salas Edwards, por sus contribuciones en ciencia y tecnología.
- 1984: Premio José A. Cuevas, distinguido por el Colegio de Ingenieros Civiles de México.
- 1993: Miembro de número de la Academia de Ciencias de Chile.
- 1999: Premio Raúl Devés Jullian, por sus contribuciones a la educación en ingeniería.
- 2000: Distinguido como profesor Emérito por la Universidad de Chile.